# ديمتري تشيستابايو
ديمتري تشيستابايو مواليد 23 ديسمبر 1986 في بابرويسك، هو لاعب كرة يد بيلاروسي يلعب كظهير أيسر. مثل منتخب بيلاروسيا لكرة اليد.

## سجل المنافسة
شارك في البطولات التالية:
- بطولة العالم لكرة اليد للرجال 2015
- بطولة أوروبا لكرة اليد للرجال 2014